# Hellering-lès-Fénétrange
Hellering-lès-Fénétrange é uma comuna francesa na região administrativa de Grande Leste, no departamento de Mosela. Estende-se por uma área de 4,05 km². Em 2010 a comuna tinha 193 habitantes (densidade: 47,7 hab./km²).